# Bala Təklə
Bala Təklə è un comune dell'Azerbaigian situato nel distretto di Masallı. Conta una popolazione di 469 abitanti.